# 2017年歐洲冠軍聯賽決賽
2017年歐洲冠軍聯賽決賽於2017年6月3日在威爾士加的夫的千禧球場舉行，以決出2016–17年歐洲冠軍聯賽冠軍誰屬。本屆決賽被視為1998年決賽的再版，由應屆意甲冠軍祖雲達斯對決欧冠衛冕冠軍、應屆西甲冠軍皇家馬德里。這是祖雲達斯第9次打進歐冠決賽，也是皇家馬德里的第15場歐冠決賽。祖雲達斯若然勝出將成為三冠王，如皇家馬德里奪冠的話則會成為自歐冠於1992–93賽季改制後首支成功衛冕的球隊。
最終，皇家馬德里憑著基斯坦奴·朗拿度梅開二度，加上卡斯米路和阿辛斯奧的入球，以4–1擊敗祖雲達斯，成為欧冠自改制以來首支衛冕成功的球隊。球隊將在2017年歐洲超級盃對上2016–17年歐霸盃冠軍曼聯，還會代表歐洲參與2017年国际足联俱乐部世界杯。傳媒以「宇宙級」和「大師級」誇讚皇家馬德里史無前例地實現衛冕，對於祖雲達斯的失利抱以同情。同時，媒體亦批評皇家馬德里隊長沙治奧·拉莫斯於完場前被對手侵犯後誇張地倒下的表現，認為此舉動是「難看的」。

## 比賽場地

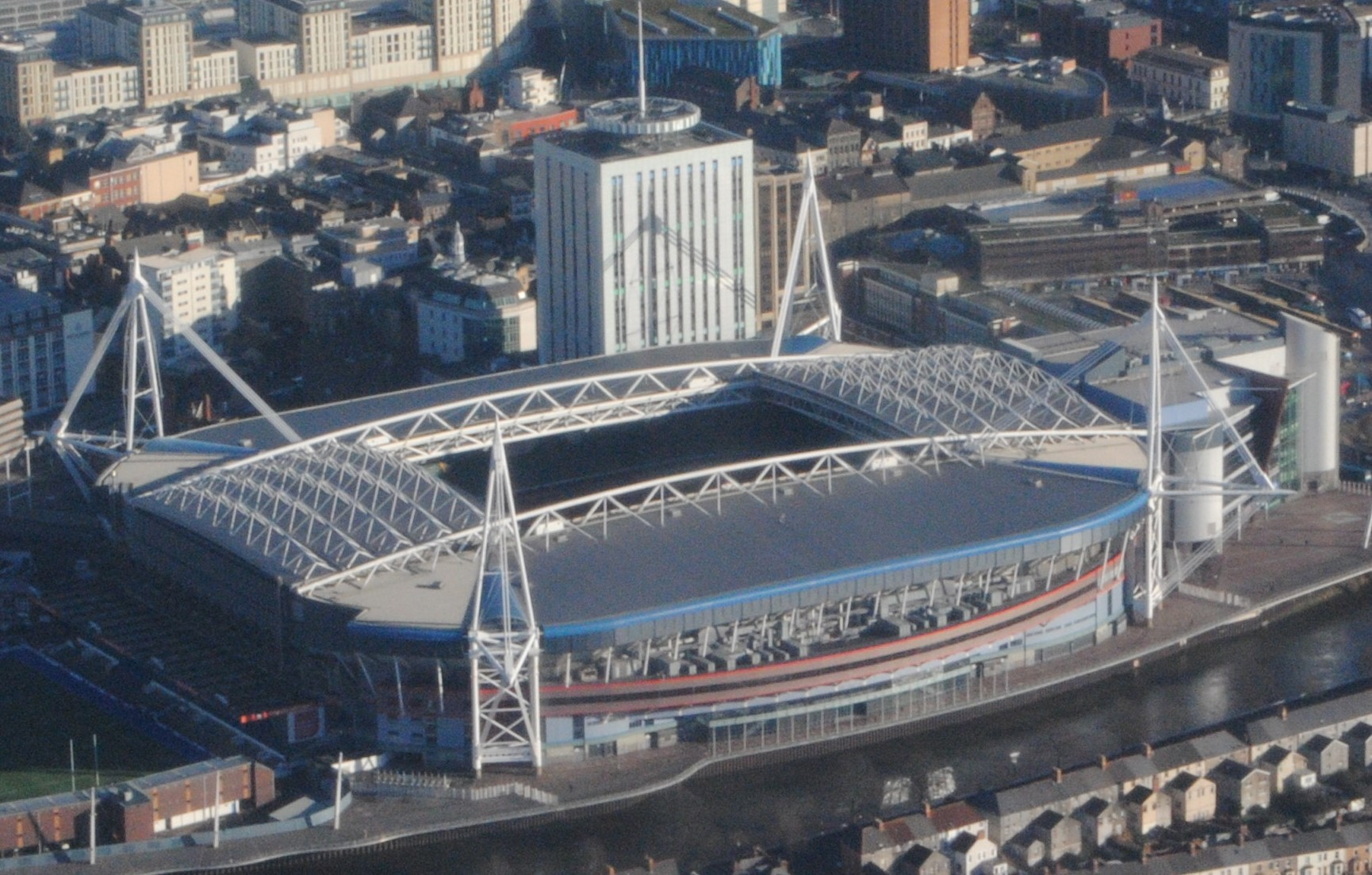
千禧球場是本屆歐冠決賽的比賽場地。

在2015年6月30日的歐洲足協執委會議上，位於卡迪夫的千禧球場獲選為2017年歐洲聯賽冠軍盃決賽的舉辦場地。千禧球場於1999年6月揭幕，是威爾斯足球代表隊的主場，也是歐洲足協的五星級足球場。此前，千禧球場曾主辦過多場比賽，包括兩屆的世界盃欖球賽、多場的英格蘭足總盃和英格蘭聯賽盃決賽，也是2012年倫敦奧運會足球比賽的其中一個比賽場館。另外，在這場歐冠決賽前的兩天前，該球場還會承辦歐洲女子冠軍聯賽決賽。值得一提的是，千禧球場在2016年被金融機構公國建房互助協會冠名為「公國球場」。然而考慮到公國建房互助協會並非歐洲足協的特約商戶及贊助商，故球場在決賽時會沿用其舊名—千禧球場。
賽事共印製66,000張門票，賽會先會將24,500張分發給「當地的組委會、歐洲足球協會、各國足球總會、商業合作夥伴、廣播機構和應用於商業應酬」。其餘的41,500張對外出售，參賽兩隊各獲得18,000張，另外的5,500張則向全球發售。門票價格分為4等﹕390、275、140和60歐元。對比上屆決賽，這場決賽的門票供應量減少了，但同時價格也有所下調。此外，為宣傳這場比賽，歐洲足協找來前威爾斯球員擔當大使，他曾兩度為利物浦贏得歐冠錦標，又曾效力祖雲達斯。
由於賽前的曼徹斯特爆炸案之故，為了防止空襲方式的恐怖攻擊，除了仿照2017年歐霸盃決賽的維安模式以外，千禧球場還將關閉頂棚；此外，一度引發爭議的場外球迷聚集區，在經過歐洲足球協會與威爾士當地警力討論後，決議重新規劃與調整。

## 球證

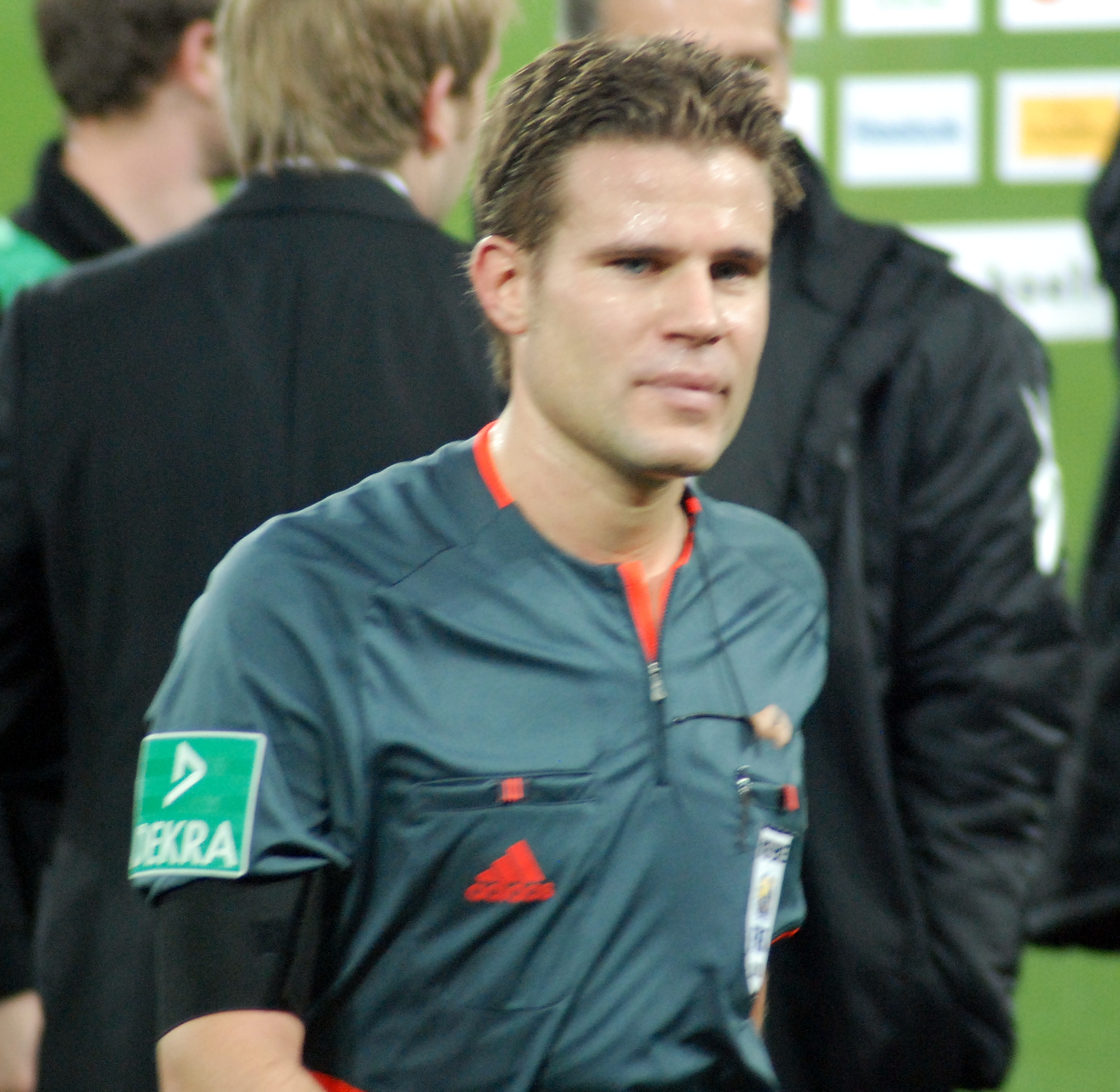
德國人菲利克斯·布里希是本場決賽的球證。

2017年5月12日，歐洲足協宣佈今屆決賽的球證為來自德國的菲利克斯·布里希，馬克·博爾施和斯特凡·盧普出任助理裁判，
附加助理裁判是巴斯蒂安·丹克特與马尔科·弗里茨，五人同是德國人。球證組中唯一一名非德國人是擔任第四球證的米洛拉德·馬哲，他是塞爾維亞人。
比治的正職是法學家，他於1999年成為德國足總球證，後於2004年起擔當德甲的主球證。2007年，名列FIFA国际裁判名录，得以在國際賽事判法。之後，先後為歐霸盃、歐冠、倫敦奧運會足球賽、世界盃、洲際國家盃以及歐洲國家盃等執法。另外，他還在2013年、2015年及2016年被德國足總評為年度最佳球證。在今屆歐冠正賽中，布里希共執法過4場賽事，包括三場分組賽和一場16強賽，共發出18張黃牌和1張紅牌。

## 比賽用球
體育用品公司Adidas於2017年2月13日公佈本屆歐冠決賽的官方用球—「決戰卡迪夫」（Finale Cardiff），設計沿用歐洲聯賽冠軍盃的星形圖案和決賽的標識外，還印上龍的圖案。龍是凱爾特地區的傳統圖騰，象徵著力量。在技術方面，皮球沿用表面無縫地拼接起用，以提高球員的控球能力。「決戰卡迪夫」除用於本場決賽外，還會用於淘汰賽階段。

## 參賽球隊

### 祖雲達斯：從電話門事件到重獲新生

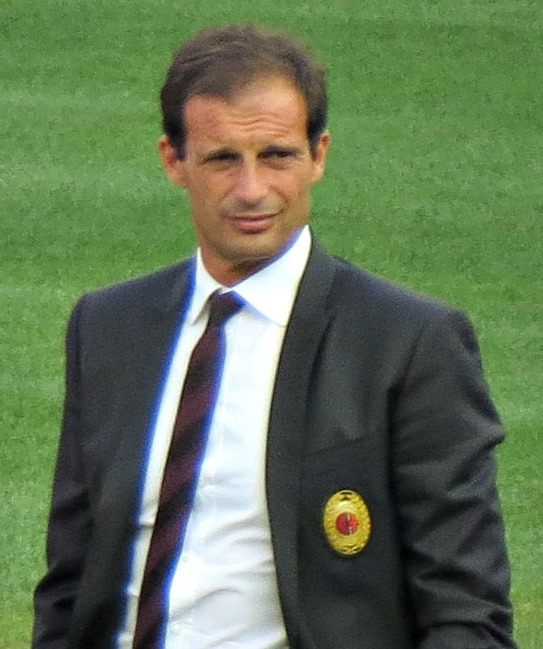
祖雲達斯領隊艾歷格利兩度帶領球隊走進歐冠決賽，此前一次球隊以1-3不敵巴塞隆拿屈居亞軍。

祖雲達斯是意大利的傳統勁旅。直至本場決賽前，他們共33次奪得意甲冠軍並於1985年及1996年問鼎歐冠錦標。然而，祖雲達斯曾在2006年因「電話門事件」而被降至乙組聯賽。儘管球隊於一年後重返意甲，但未能在歐冠上取得好成績。在2008-09年及2009-10年的球季球隊均在16強出局，而在隨後的兩個球季更未能晉身歐冠正賽。此情況直到干地出任領隊終得到改善。干地使用3–5–2陣式，強調組織和聯防，令祖雲達斯的戰績得到改進，使球隊再奪意甲錦標外更得以重返歐冠戰場。繼任的艾歷格利在干地的陣容下採取無球跑進壓迫，以限制對手的進攻；另一方面則容許中場球員於對方禁區內攻門並給予球員更大的自由度參與進攻。憑著艾歷格利對球隊的改造，祖雲達斯終於2015年打進歐冠決賽。雖然最以1-3不西甲的巴塞隆拿，但傳媒普遍認為這支祖雲達斯已從「電話門事件」中重生。
在本屆賽事中，祖雲達斯在分組賽以6戰4勝2和僅被攻入兩球的成績以小組首名出線。然後，他們在16強以總比數3-0擊敗葡萄牙的波圖；8強則以同樣的比數淘汰兩年前的決賽對手巴塞隆拿。在半決賽，祖雲達斯以總比數4-1輕取法甲的摩納哥第9度躋身歐冠決賽。同時，祖雲達斯在12場的歐冠賽事中僅失3球，門將保方以690分鐘不失球打破了前曼聯守門員雲達沙於歐冠單季的紀錄。祖雲達斯此前已獲得意甲和意大利盃冠軍，成为首支实现意甲六连冠的球队。如他們在這場決賽獲勝，則會成為繼國際米蘭後第二支問鼎三冠的意大利球隊。反之，若他們落敗的話將成為第一支7度於歐冠決賽折戟的隊伍（1973年、1983年、1997年、1998年、2003年及2015年）。

### 皇家馬德里：力圖衛冕

皇家馬德里領隊施丹擔任領隊兩年間第二度率領球隊走進歐冠決賽，在上屆決賽中他的球隊通過互射十二碼獲勝。

皇家馬德里是歐冠史上最成功的球隊之一，此前他們總共11次在這項賽事中稱霸。然而，皇家馬德里的在2014年奪冠前已多年未能晉級決賽，於2005年至2010年間的6個球季更是連續地在16強出局。葡萄牙領隊摩連奴的上任改善了球隊防守上的問題，終令皇馬沖破多年無法打進8強的關口。之後，意大利人安察洛堤在2013年接任，他放棄雙防守中場的保守打法，令攻守轉換更有效率，帶領球隊贏得歷史上第10個歐冠冠軍。繼任人賓尼迪斯一改球隊的比賽風格，強調防守，卻因聯賽戰積不理想而在上任半年左右遭到解聘，並由前皇馬中場球員兼執教皇馬預備組的施丹取而代之。鑑於預備組的成績一般加上施丹欠缺執教經驗，不少球評家均相信他在皇馬的領導生涯不會長久。但是，施丹在沿襲安察洛堤的戰術同時，崇尚進攻、著重輪換、允許球員在場上有更大的自由度，加之其個人威望及運氣，使球隊在上季歐冠決賽夺冠。
在本屆賽事中，皇家馬德里於分組賽以6戰3勝3平攻下16的成績以次名出線。在16強，他們以總比數6-2大勝意大利的拿玻里；8強之時則甚具爭議性地連入兩個越位入球以總比數6-3淘汰拜仁慕尼黑。隨後的半決賽又以總比數4-2戰勝馬德里體育會，第15次躋身歐冠決賽。此前，皇馬先後於1956年、1957年、1958年、1959年、1960年、1966年、1998年、2000年、2002年、2014年以及2016年問鼎冠軍。故此，如皇家馬德里能夠在這場決賽獲勝，將成為自歐冠改制以來首支實現衛冕的隊伍。同時，也将是时隔59年之后，皇馬再次成为同时包攬歐冠錦標和西甲冠军的「双冠王」。

### 對決記錄
這是祖雲達斯與皇家馬德里第18次於歐冠賽場碰面，當中包括4場分組賽、16強、8強及半決賽，以及1場重賽及決賽。在這18場的比賽中，雙方各取得8場勝仗及2場平手，祖雲達斯合共取得21個入球，並被對方攻進18球。兩隊唯一一次於決賽對決是1998年的事。當時，皇家馬德里憑著米積杜域在66分鐘的越位入球以1-0小勝對手奪標。而對上次兩隊碰面發生在2015年的半決賽，祖雲達斯以總比數3-2出線。

## 晉級過程
| 排名 | 隊伍           | 賽 | 分 |
| ---- | -------------- | -- | -- |
| 1    | 祖雲達斯       | 6  | 14 |
| 2    | 西維爾         | 6  | 11 |
| 3    | 里昂           | 6  | 8  |
| 4    | 薩格勒布戴拿模 | 6  | 0  |

| 排名 | 隊伍       | 賽 | 分 |
| ---- | ---------- | -- | -- |
| 1    | 多蒙特     | 6  | 14 |
| 2    | 皇家馬德里 | 6  | 12 |
| 3    | 歷基亞     | 6  | 4  |
| 4    | 士砵亭     | 6  | 3  |

## 比賽過程

### 賽前形勢

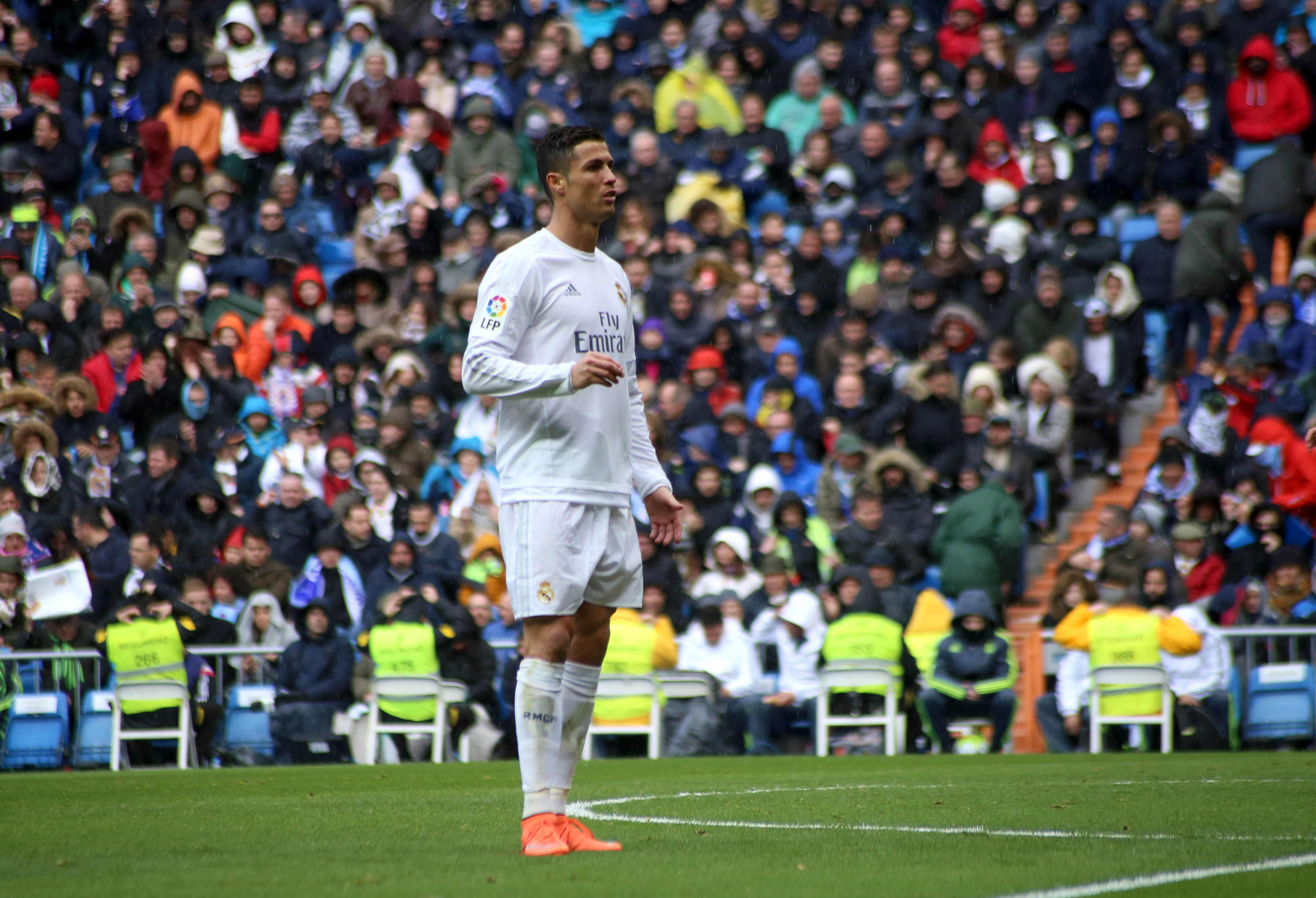
皇家馬德里前鋒基斯坦奴·朗拿度於本場比賽首開紀錄。

雙方均沒有球員因傷缺陣或遭到停賽。祖雲達斯排出3-4-1-2的陣式，門將是隊長保方，後衛由左至右分別為基亞連尼、邦路斯和巴沙利，中場由阿歷士·辛度、基迪拉、比真歷及丹尼爾·艾維斯組成，希古恩和文迪蘇傑擔任前鋒，在二人身後還在進攻中場戴巴拿。皇家馬德里方面，領隊施丹使用4-3-3陣式，拿華斯為球隊把守最後一關，後衛從左到右是卡華積、沙治奧·拉莫斯、華拉尼與馬些路，卡斯米路任防守中場，站在他前面的兩名中場為卻奧斯和莫迪歷，三名前鋒則包括伊斯高、賓施馬以及基斯坦奴·朗拿度。此外，哈梅斯·罗德里格斯和佩佩两位巨星并未进入大名单。

### 上半場

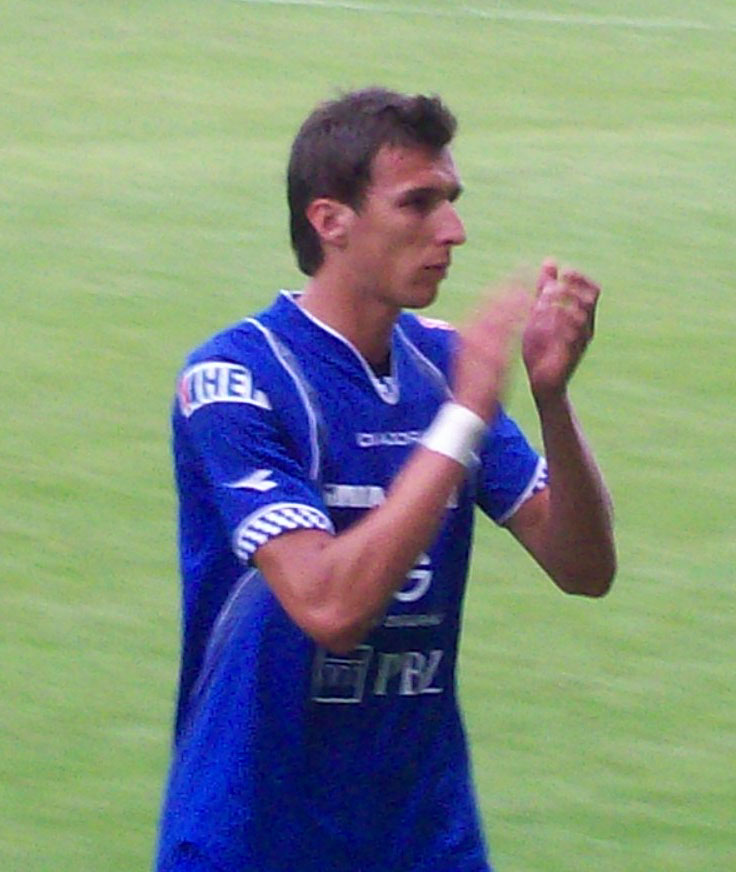
文迪蘇傑憑一記倒掛替祖雲達斯於上半場追成平手。

比賽因賽前的表演嘉賓The Black Eyed Peas和煙火環節演出超時而延遲數分鐘展開。在上半場，儘管雙方打成1-1平手，但祖雲達斯控制了局面。早在開賽4分鐘，祖雲達斯前鋒希古恩就在禁區外施展遠射，但被門將拿華斯擋出。兩分鐘後，比真歷於禁區內射門，拿華斯成功把皮球救出。9分鐘，邦路斯於邊路長傳，文迪蘇傑試圖以頭球攻門，但被對方守將華拉尼早一步化解這攻勢。12分鐘，卻奧斯在與戴巴拿爭球的過程中取得黃牌，這是球證菲利克斯·布里希於本場比賽發出的首張黃牌。
13分鐘，賓施馬於左路傳球，但被基亞連尼破壞。4分鐘後，皇家馬德里再次於對方左路發動攻勢，馬些路試圖長傳，基亞連尼再度解圍。20分鐘，基斯坦奴·朗拿度把球二傳給隊友卡華積，後者回傳，基斯坦奴·朗拿度隨即射門，保方撲救不果，皇家馬德里以1-0領先，這也是球隊於本場比賽的第一次攻門。不過，僅7分鐘後，戴巴拿於對方左方拿球後走到底線前傳球予文迪蘇傑，後者施以倒掛攻門，皮球打進遠角入球，凭借曼朱基奇的世界波祖雲達斯追成1-1平手。32分鐘，皇家馬德里隊長沙治奧·拉莫斯在中圈絆倒丹尼爾·艾維斯被罰黃牌。37分鐘，祖雲達斯取得角球，基亞連尼以頭球攻門，但未能打中目標。42分鐘，卡華積因絆倒文迪蘇傑取得黃牌，這是皇家馬德里於本場比賽的第三張黃牌。45分鐘，卡斯米路於禁區外遠射，偏出左邊立柱。之後，雙方沒有具威脅攻門，球證在補時後鳴笛结束上半場，賽果為1-1。

### 下半場
下半場情況逆轉，皇家馬德里主領局面。46分鐘，馬些路左側傳球，基斯坦奴·朗拿度在得球後被邦路斯斷球。53分鐘，卻奧斯侵犯基迪拉獲黃牌。54分鐘，莫迪歷在禁區前射門，球被保方沒收。1分鐘後，馬些路於左路勁射，皮球高出橫樑。61分鐘，皇家馬德里嘗試攻門，祖雲達斯球員搶斷成功後把球踢出禁區外，卡斯米路禁区外直接施以遠射，皮球蹭到基迪拉後飛入網，皇家馬德里此時領先2-1。3分鐘後，莫迪歷在右路傳球，基斯坦奴·朗拿度搶點成功後快射破網，皇家馬德里將賽果擴大到3-1。
有見形勢落後，祖雲達斯領隊艾歷格利在66分鐘收起巴沙利，並由中場球員古亞達度入替。70分鐘，阿歷士·辛度因鏟倒華拉尼被罰黃牌，這是祖雲達斯於本場比賽的首張黃牌。1分鐘後，艾歷格利再次作出人員轉動，中場馬治斯奧入替比真歷。72分鐘，上陣不久的古亞達度侵犯沙治奧·拉莫斯得黃牌。1分鐘後，馬些路右路傳球給基斯坦奴·朗拿度，後者把球射高。77分鐘，施丹把賓施馬拿下，由加里夫·巴利入替。同時，艾歷格利也將戴巴拿收起，換上利文拿。兩分鐘後，基斯坦奴·朗拿度於底線傳球，加里夫·巴利欲衝前射門，被邦路斯早一步解圍。
82分鐘，祖雲達斯取得罰球，丹尼爾·艾維斯把球傳到門前，阿歷士·辛度頭球攻門，皮球打中門柱後出界。之後，阿辛斯奥入替伊斯高。84分鐘，沙治奧·拉莫斯飛鏟古亞達度，後者報復腳踏拉莫斯，拉莫斯誇張倒地，球證向古亞達度出示第二張黃牌被罰離場。89分鐘，施丹作最後一個人員調動，卻奧斯被換下，由莫拉達入替。1分鐘後，馬些路進入對方禁區底線助攻阿辛斯奥，後者直射得分，使比分改寫成4-1。補時4分鐘結束後，球證示意完場，皇家馬德里取勝。

## 戰術運用

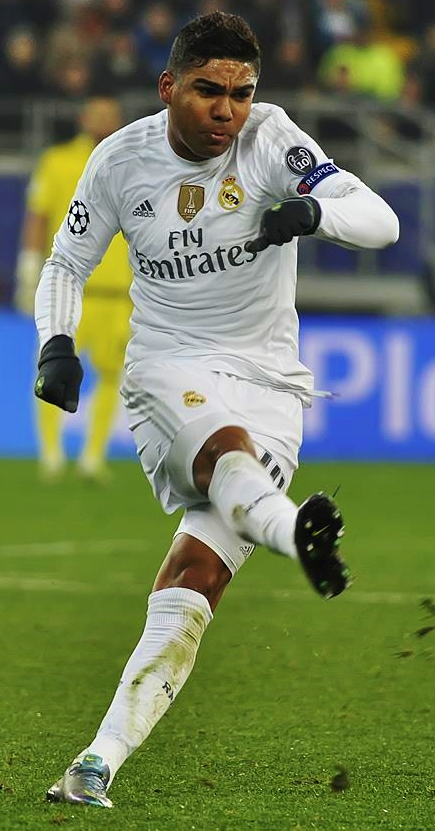
皇家馬德里領隊施丹在下半場鼓勵球員多用遠射進攻，而球隊的第二個入球正是防守中場卡斯米路發動的遠射。

祖雲達斯領隊艾歷格利嘗試以邊路攻破皇家馬德里的防線。為此，他排出3-4-1-2的陣式，並將邊後衛出身的丹尼爾·艾維斯移前為右中場，藉以加強邊線的攻擊能力。同時，每當祖雲達斯於中圈或後半場得球後，球員則會把球交給後衛邦路斯，後者利用長傳把球踢到前半場的空位，祖雲達斯的球員會隨之跑這些空位拿球後發動攻勢。此外，為增加邊線的支援，艾歷格利派遣基迪拉、戴巴拿和比真歷在對方的禁區底線助攻；而在禁區內文迪蘇傑則會作希古恩的支援。在防守方面，考慮到皇家馬德里是以莫迪歷為攻守轉換的核心，艾歷格利採取搶迫策略，指令一旦莫迪歷控球時比真歷須上前搶球。另外，為限制沙治奧·拉莫斯和華拉尼的長傳，艾歷格利又安排戴巴拿和希古恩參與搶迫。同時，祖雲達斯還使用躋壓的方式以減少皇家馬德里向前推進的機會。艾歷格利的戰術取得成效。在上半場，除基斯坦奴·朗拿度創造的入球外，皇家馬德里鮮能進入對方禁區。
另一邊廂，顧慮到祖雲達斯強勁的攻擊能力，領隊施丹於上半場要求中場和後防球員站在中圈的後方，以強化防守深度。在進攻方面，施丹通過快速反攻以求取得入球。是故，他要求站在後場的球員在得球後立即把球傳到前場邊線，然後再以長傳攻入對方的禁區內。施丹的部署成效有限，受限於祖雲達斯球員的搶迫，加上己方球員站得過後，皇家馬德里難以發動進攻。在上半場，皇家馬德里的5次射門只有一次在禁區內，並僅得一次命中目標。
在下半場，施丹察覺到丹尼爾·艾維斯與阿歷士·辛度既須參與進攻，又要顧及防守的缺點，故加強了邊路進攻。同時，考慮到祖雲達斯屯積球員於禁區內，又增加遠射的次數，另一方面，祖雲達斯球員因上半場的多次搶迫消耗了大量體力，施丹指示麾下球員要有更多的快攻及交叉移動。這些變動也達到成效，皇家馬德里取得的第二個進球是為遠射折射，而第三和第四個入球則由邊線發動。落後至1-3時，艾歷格利把後衛巴沙利收起，換入中場古亞達度，後者出任右中場，丹尼爾·艾維斯返回防線擔當右後衛以加強邊線防守。然後，艾歷格利又派出兩名中場以強化搶迫，但在這時皇家馬德里已控制局面，故未能達到效果。

## 比賽數據
| 2017年6月3日 19:45 BST |

| 祖雲達斯       | 1–4  | 皇家馬德里                                               |
| -------------- | ---- | -------------------------------------------------------- |
| - 文迪蘇傑 27' | 報告 | - 基斯坦奴·朗拿度 20', 64' - 卡斯米路 61' - 阿辛斯奧 90' |

| 卡迪夫，千禧球場 觀眾人數：65,842 ：菲利克斯·布里希（德國） |

| 祖雲達斯 | 皇家馬德里 |

| 門將     | 1  | 保方 (c)      |          |     |
| 後衛     | 15 | 巴沙利        |          | 66' |
| 後衛     | 19 | 邦路斯        |          |     |
| 後衛     | 3  | 基亞連尼      |          |     |
| 右中場   | 23 | 丹尼爾·艾維斯 |          |     |
| 中場     | 5  | 比真歷        | 66'      | 71' |
| 中場     | 6  | 基迪拉        |          |     |
| 左中場   | 12 | 阿歷士·辛度   | 70'      |     |
| 進攻中場 | 21 | 戴巴拿        | 12'      | 78' |
| 前鋒     | 9  | 希古恩        |          |     |
| 前鋒     | 17 | 文迪蘇傑      |          |     |
| 替補：   |    |               |          |     |
| 門將     | 25 | 尼圖          |          |     |
| 後衛     | 4  | 賓拿迪亞      |          |     |
| 後衛     | 26 | 列治史迪拿    |          |     |
| 中場     | 7  | 古亞達度      | 72', 84' | 66' |
| 中場     | 8  | 馬治斯奧      |          | 71' |
| 中場     | 18 | 利文拿        |          | 78' |
| 中場     | 22 | 艾沙姆        |          |     |
| 領隊：   |    |               |          |     |
| 艾歷格利 |    |               |          |     |

| 門將     | 1  | 拿華斯            |       |     |
| 後衛     | 2  | 卡華積            | 42'   |     |
| 後衛     | 4  | 沙治奧·拉莫斯 (c) | 31'   |     |
| 後衛     | 5  | 華拉尼            |       |     |
| 後衛     | 12 | 馬些路            |       |     |
| 防守中場 | 14 | 卡斯米路          |       |     |
| 中場     | 8  | 卻奧斯            | 53'   | 89' |
| 中場     | 19 | 莫迪歷            |       |     |
| 翼鋒     | 22 | 伊斯高            |       | 82' |
| 前鋒     | 9  | 賓施馬            |       | 77' |
| 翼鋒     | 7  | 基斯坦奴·朗拿度   |       |     |
| 替補：   |    |                   |       |     |
| 門將     | 13 | 卡斯拿            |       |     |
| 後衛     | 6  | 拿祖              |       |     |
| 後衛     | 23 | 丹尼路            |       |     |
| 中場     | 16 | 高華錫            |       |     |
| 中場     | 20 | 阿辛斯奥          | 90+1' | 82' |
| 前鋒     | 11 | 加里夫·巴利       |       | 77' |
| 前鋒     | 21 | 莫拉達            |       | 89' |
| 領隊：   |    |                   |       |     |
| 施丹     |    |                   |       |     |

| 最佳球員: 基斯坦奴·朗拿度 (皇家馬德里) 助理裁判： 馬克·博爾施（德國） 斯特凡·盧普（德國） 第四球證： 米洛拉德·馬哲（塞爾維亞） 附加助理裁判： 巴斯蒂安·丹克特（德國） 马尔科·弗里茨（德國） 後備助理裁判： 拉菲爾·崔頓（德國） | 比賽規則 - 90分鐘正規賽 - 如有需要將舉行30分鐘加時賽 - 如果仍平手，將開始互射十二碼 - 每邊7名替補球員 - 每邊可換3名替補球員上場 |

### 技術統計
|          | 祖雲達斯 | 皇家馬德里 |
| -------- | -------- | ---------- |
| 入球     | 1        | 1          |
| 射門次數 | 8        | 5          |
| 命中次數 | 4        | 1          |
| 撲救     | 0        | 3          |
| 控球率   | 45%      | 55%        |
| 角球     | 1        | 0          |
| 犯規     | 10       | 13         |
| 越位     | 1        | 0          |
| 黃牌     | 1        | 2          |
| 紅牌     | 0        | 0          |

|          | 祖雲達斯 | 皇家馬德里 |
| -------- | -------- | ---------- |
| 入球     | 0        | 3          |
| 射門次數 | 3        | 13         |
| 命中次數 | 0        | 4          |
| 撲救     | 1        | 0          |
| 控球率   | 47%      | 53%        |
| 角球     | 0        | 1          |
| 犯規     | 13       | 5          |
| 越位     | 2        | 1          |
| 黃牌     | 4        | 2          |
| 紅牌     | 1        | 0          |

|          | 祖雲達斯 | 皇家馬德里 |
| -------- | -------- | ---------- |
| 入球     | 1        | 4          |
| 射門次數 | 11       | 18         |
| 命中次數 | 4        | 5          |
| 撲救     | 1        | 3          |
| 控球率   | 46%      | 54%        |
| 角球     | 1        | 1          |
| 犯規     | 23       | 18         |
| 越位     | 3        | 1          |
| 黃牌     | 5        | 4          |
| 紅牌     | 1        | 0          |

## 頒獎儀式
有別於上屆頒獎儀式在看台上舉行，本場賽事的儀式移師到球場中央。新上任的歐洲足協會長亞歷山大·切費林解釋﹕「球場是球員們的舞台」。同時，又指球場有較大的空間給球員慶祝和接受記者的訪問。這決定還考慮到球迷有較佳的視角觀看頒獎儀式。儀式由亞歷山大·切費林主持，他先向本場決賽判法的球證致送紀念獎牌。然後向亞軍祖雲達斯的領隊和一眾球員頒發銀牌。隨後，換上傳統白色球衣的皇家馬里德在領隊施丹帶領下領取金牌；隊長沙治奧·拉莫斯則從亞歷山大·切費林手中接過大耳盃後慶祝。

## 賽後評論

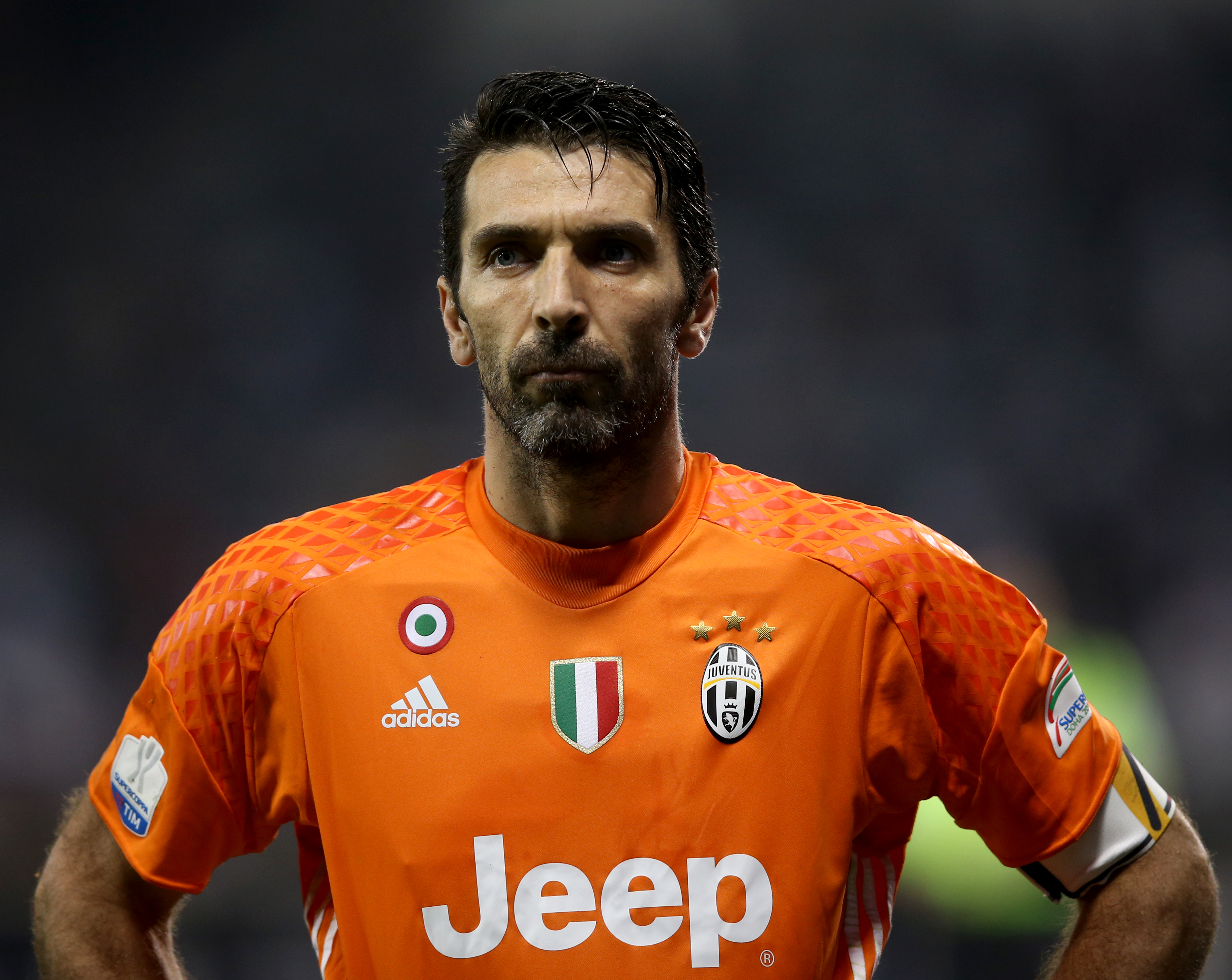
對於祖雲達斯門將保方再次無緣歐冠錦標，傳媒多表示同情。

作為首支實現衛冕的球隊，皇家馬德里得到傳媒的讚揚。在西班牙，《馬卡報》以標題「字宙級」和「大師級」來形容該隊；《阿斯報》則稱球隊對榮譽有無比的渴求。施丹帶領球隊創造歷史也得到稱頌，《世界體育報》表揚他出色的指揮令球隊在18個月內一舉拿下兩個歐冠錦標。對於在這場決賽取勝，施丹坦言衛冕之路「相當困難」，尤其是在今場賽事的上半場被祖雲達斯處處剋制。不過，他在半場休息時指示球員要加強搶迫和傳球，終使己隊得勝。為此，他將奪冠歸功於麾下球員。另一方面，基斯坦奴·朗拿度在本仗取得兩個入球，成為球隊問鼎冠軍的關鍵也獲得垂青。法國《隊報》認為他是該年度世界球壇最佳球員；德國《體育圖片報》則用「巨人」和「無所不能」來形容他。雖然取得大量好評，但沙治奧·拉莫斯在下半場84分鐘被古亞達度侵犯後誇張地倒下還是惹來非議。評論認為此舉動是「難看的」，前英格蘭代表隊成員里奧·費迪南在替英國電信體育台解說時明言拉莫斯的行為讓他「感到尷尬」。
雖然失利並創出於7場歐冠決賽落敗的紀錄，祖雲達斯普遍得到媒體的同情。《ESPN》認為球隊的戰敗實屬「不幸」，並相信他們會重整旗鼓。評論家還對陣中旗幟人物保方失緣冠軍感到可惜。《每日郵報》指祖雲達斯的4個失球均不是源於其失誤，又肯定他是「現象級」的。《搜狐》覺得保方本身已是「偉大的球員」，故無須用冠軍來證明這點。領隊艾歷格利首先讚揚球員的表現，並指球隊在上半場曾成功控制局面，直至卡斯米路的入球後形勢才扭轉。不過，他相信球隊會繼續取得進步，來屆捲土重來。

## 記錄

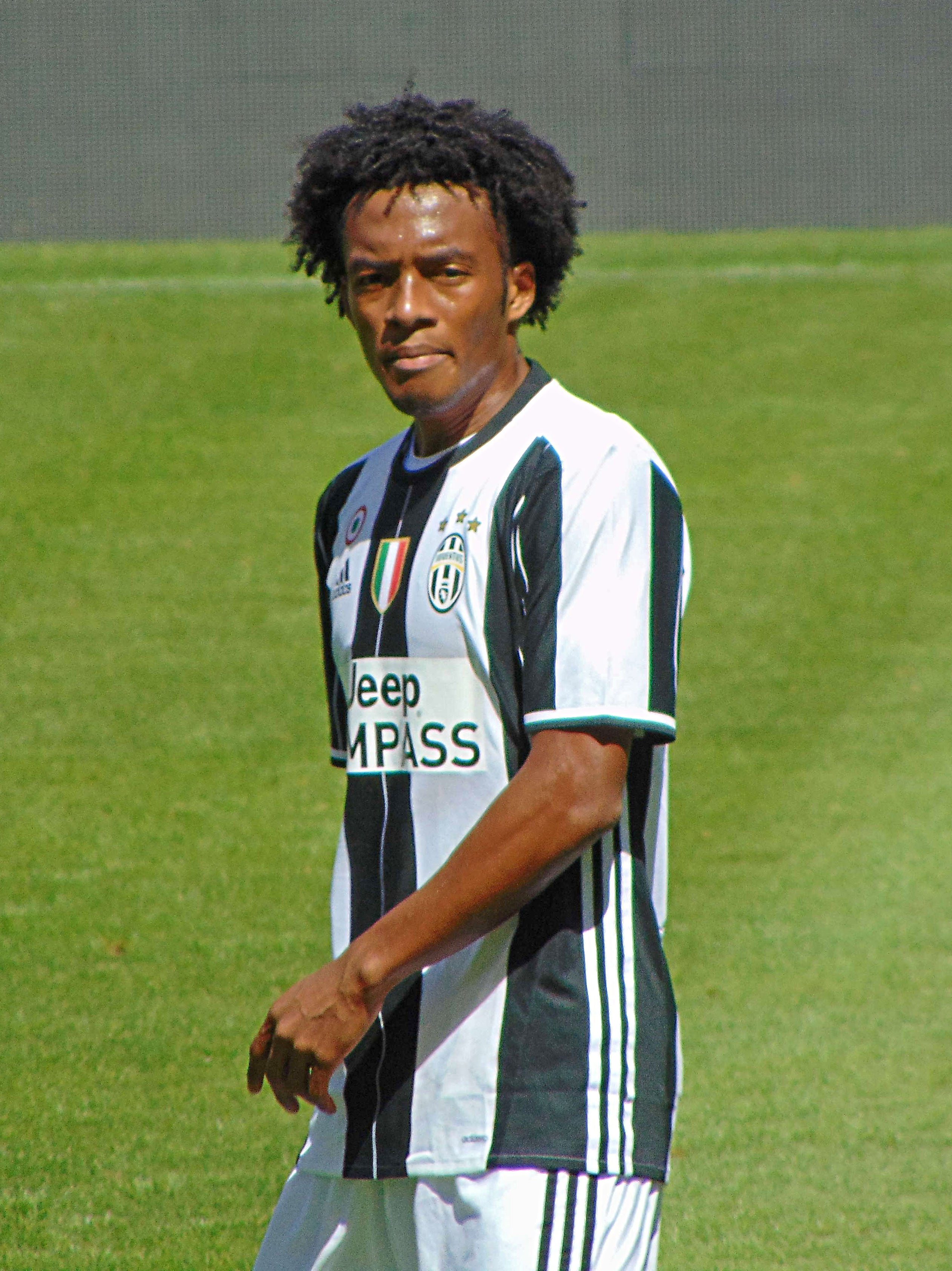
古亞達度因被沙治奧·拉莫斯鏟倒後的復仇行為被罰第二面黃牌離場，使他成為歐冠史上首名被罰離場的後備球員。沙治奧·拉莫斯在被古亞達度侵犯後誇張的倒地也遭到批評。

皇家馬德里於本場賽事以4-1獲勝，是歐冠自改制以來首支成功衛冕的球隊。同時，這也是皇家馬德里第12個歐冠冠軍，使它繼續成為贏得最多次此項殊榮的球隊。另外，皇家馬德里奪冠使得馬德里作为贏得最多次歐冠的城市继续拉大與AC米蘭在奪冠次數上的差距。同樣地，西班牙也以17個冠軍領先意大利和英格蘭，成為問鼎歐冠錦標次數最多的國家。另一方面，皇家馬德里於本賽季一舉拿下歐冠、西甲、歐洲超級盃與世界冠軍球會盃，是球隊歷史上第一次在同一球季贏得此四項錦標。此外，這也是球隊自59年來再次在同季贏得聯賽及歐冠，施丹也從而成為第二名獲得這項成就的皇馬領隊。除此以外，施丹是第7個先以球員身份、後以領隊身份獲得歐冠冠軍的人；也是第一個於球員時代一次問鼎歐冠錦標，後以領隊身份兩度獲得這獎項的人。
皇家馬德里在這場決賽收穫4個入球，令球隊總共在歐冠取得503個入球，是時至2017年為止唯一一隊進球數目超過五百球的球隊，也是取得最多入球的隊伍。基斯坦奴·朗拿度於本場決賽梅開二度，令他成為第一名於三場歐冠決賽都有入球進帳的球員。另外，他也是歐冠史上第六名於同一場決賽中有兩個進球的球員。他的兩個入球使得他在本季歐冠的進球數字改寫成12個，連續5季登上歐冠射手榜之首。雖然取得多個入球，皇家馬德里於本個賽季除主場對馬德里體育會未被攻破大門外，其餘12場賽事均有失球，是單季最多次被對手取得入球的冠軍球隊。
祖雲達斯方面，這場決賽是球隊第7次於歐冠決賽失利，創下最多次失落冠軍的紀錄。中場球員古亞達度於84分鐘被遂離場，是歐冠首名取得紅牌的替補球員。前鋒文迪蘇傑在27分鐘攻入一球，是第三個在兩場歐冠決賽也取得入球的球員，其餘二人分別為基斯坦奴·朗拿度和。

## 後續
成功衛冕的皇家馬德里於決賽翌日在馬德里進行勝利巡遊，球員登上一輛印有「12冠」字樣的開蓬巴士出發，途經西貝萊斯廣場和豐收女神廣場等地向支持者展示欧冠奖杯。隨後，球員在當天晚上抵達班拿貝球場慶祝。數天後，歐洲足球協會公佈本季欧冠的最佳18人陣容名單。結果，兩隊參與決賽的球隊共取得11席。當中，皇家馬德里包辦當中的8席，包括﹕卡華積、沙治奧·拉莫斯、馬些路、卻奧斯、莫迪歷、伊斯高以及基斯坦奴·朗拿度；祖雲達斯則有保方、邦路斯和比真歷3人。此外，文迪蘇傑憑著於本場決賽精彩的倒掛金钩進球被歐洲足協選為本季歐冠最佳入球之一。
賽季結束後，皇家馬德里拿下37.028分，以總得分176.999分鎖定歐洲足協積分排名首位；祖雲達斯則取得35.850分，以總得分140.666分名列第5。另外，作為本場決賽的勝者，皇家馬德里將代表歐洲出戰2017年国际足联俱乐部世界杯，並會於2017年8月8日與2016–17年歐霸盃冠軍得主曼聯爭奪2017年歐洲超級盃錦標。

## 踩踏事故
在比賽期間的（尤文圖斯隊伍所在地），炸彈恐慌引起了踩踏事故，共有超過 1,500 人在此事故中受傷。

## 另見
- 2017年歐洲聯賽決賽
- 2017年歐洲超級盃

## 外部連結
- UEFA Champions League（页面存档备份，存于） (official website)
- 2017 UEFA Champions League Final（页面存档备份，存于）, UEFA.com